# Igreja de Santa Catarina (Cabo da Praia)

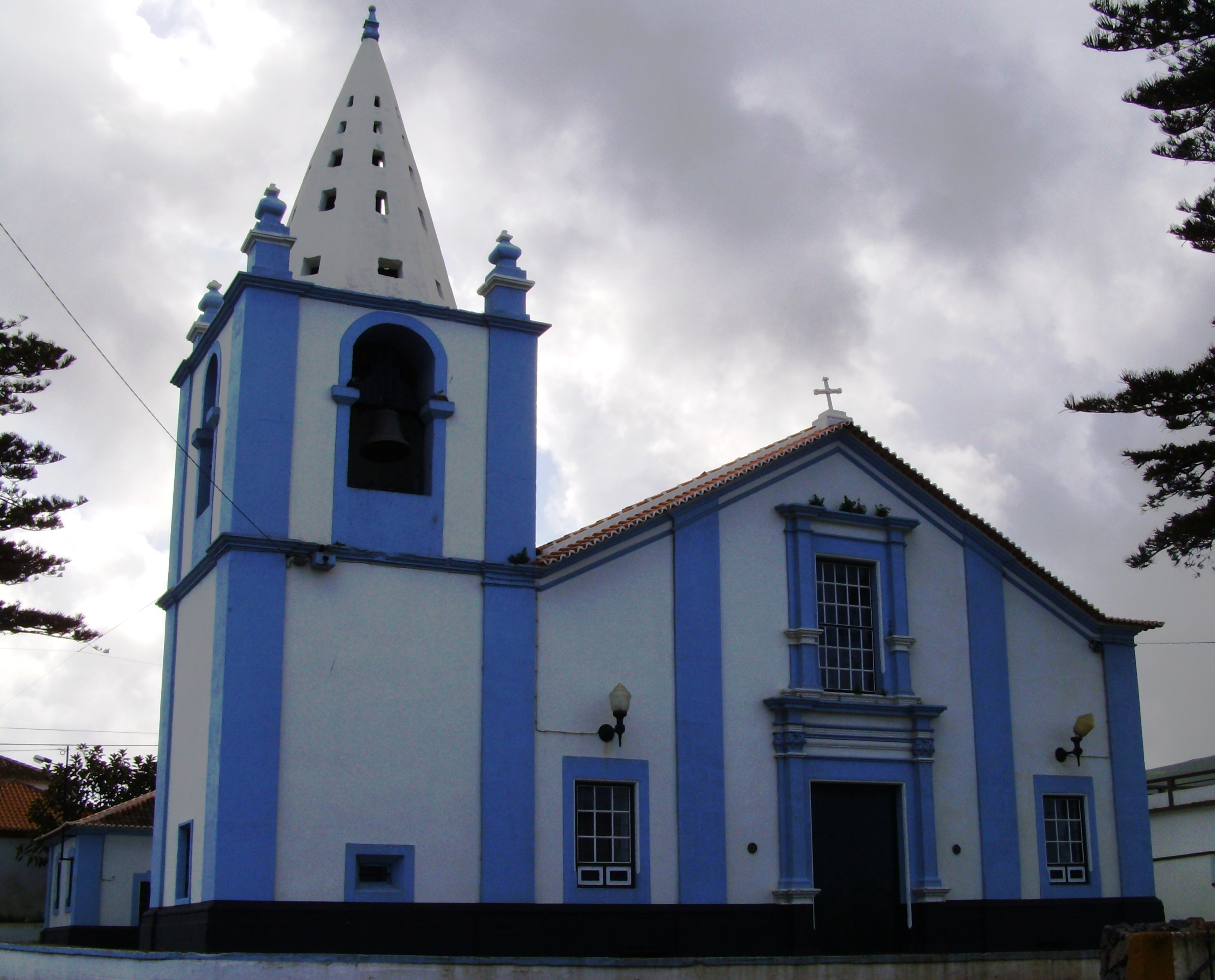
Igreja de Santa Catarina, Cabo da Praia.

A Igreja de Santa Catarina localiza-se no caminho de Porto Martins, na freguesia de Cabo da Praia, concelho da Praia da Vitória, na ilha Terceira, nos Açores.

## História
A igreja remonta ao século XVIII. Faz parte do Inventário do Património Histórico e Religioso para o Plano Director Municipal da Praia da Vitória.

## Características
O templo é constituído por um corpo principal de planta rectangular onde uma torre sineira está adossada à fachada lateral esquerda. O corpo da capela-mor também apresenta planta rectangular, mas mais estreito que o corpo principal da igreja, sendo o corpo da sacristia contíguo à fachada lateral esquerda da capela-mor.
O volume saliente na fachada lateral direita da capela-mor corresponde aos arrumos. Existe um pequeno corpo quadrangular que alberga a escada de acesso à torre no ângulo desta com a fachada lateral esquerda da igreja. Há uma ampliação descuidada no ângulo do corpo dos arrumos com a fachada lateral direita da capela-mor.
A fachada principal desta igreja é dividida em três grandes secções por meio de pilastras e tem quatro vãos: ao eixo da secção central fica o portal articulado com um janelão superior e, em cada um das secções laterais, fica uma janela ao nível do rés-do-chão.
Os vãos centrais da igreja são ladeados por pilastras e rematados por uma cornija sobre a verga (cornija que, no caso do portal, se integra num complexo moldurado que inclui os capitéis coríntios "rústicos" das pilastras).
Todos os vãos têm no interior das respectivas molduras um chanfro boleado. A cornija que remata a fachada principal prolonga-se, já de nível, à torre sineira e às restantes fachadas dos vários corpos da igreja. Ao eixo de cada uma das fachadas laterais da igreja existem portais encimados por cornijas, cujas pilastras têm capiteis jónicos simplificados. Estas fachadas são igualmente tripartidas por meio de pilastras.
A torre da igreja apresenta uma planta de forma quadrangular, com vãos com arcos de volta perfeita peraltados sobre impostas. O corpo da torre é rematado por uma cornija com pináculos nos ângulos e culmina num coruchéu piramidal octogonal, vazado e com orifícios quadrangulares.
Esta igreja é rebocada e caiada de branco com a excepção dos cunhais, das pilastras, do soco que é moldurado em toda a extensão, da cornija e das molduras dos vãos que são em cantaria pintada de cinzento (o soco é pintado de preto).
As coberturas do corpo principal e da capela-mor são de duas águas, em telha de meia-cana tradicional, rematadas por beiral simples. Uma cruz remata o topo da cumeeira, sobre a fachada principal.
O interior da igreja tem três naves separadas, de cada lado, por cinco arcos de volta perfeita que são assentes em pilares de secção quadrada. Os arcos são pintados em policromia. O terceiro pilar do lado do evangelho tem um púlpito com escada e consola em cantaria e guarda de madeira pintada.
À esquerda da entrada principal da igreja existe um vão com arco de volta inteira em pedra trabalhada em cantaria que dá acesso a um compartimento coberto por uma abóbada de canhão também em cantaria, correspondente ao piso térreo da torre, onde se encontra a pia baptismal. Na sacristia existe um notável lavabo em cantaria de expressão barroquizante.
O acesso à igreja faz-se por um adro que envolve as fachadas principal e lateral esquerda, delimitado por um murete rebocado, pintado de branco e rematado por cantaria pintada de cinzento.